# Schulmeisterlinde

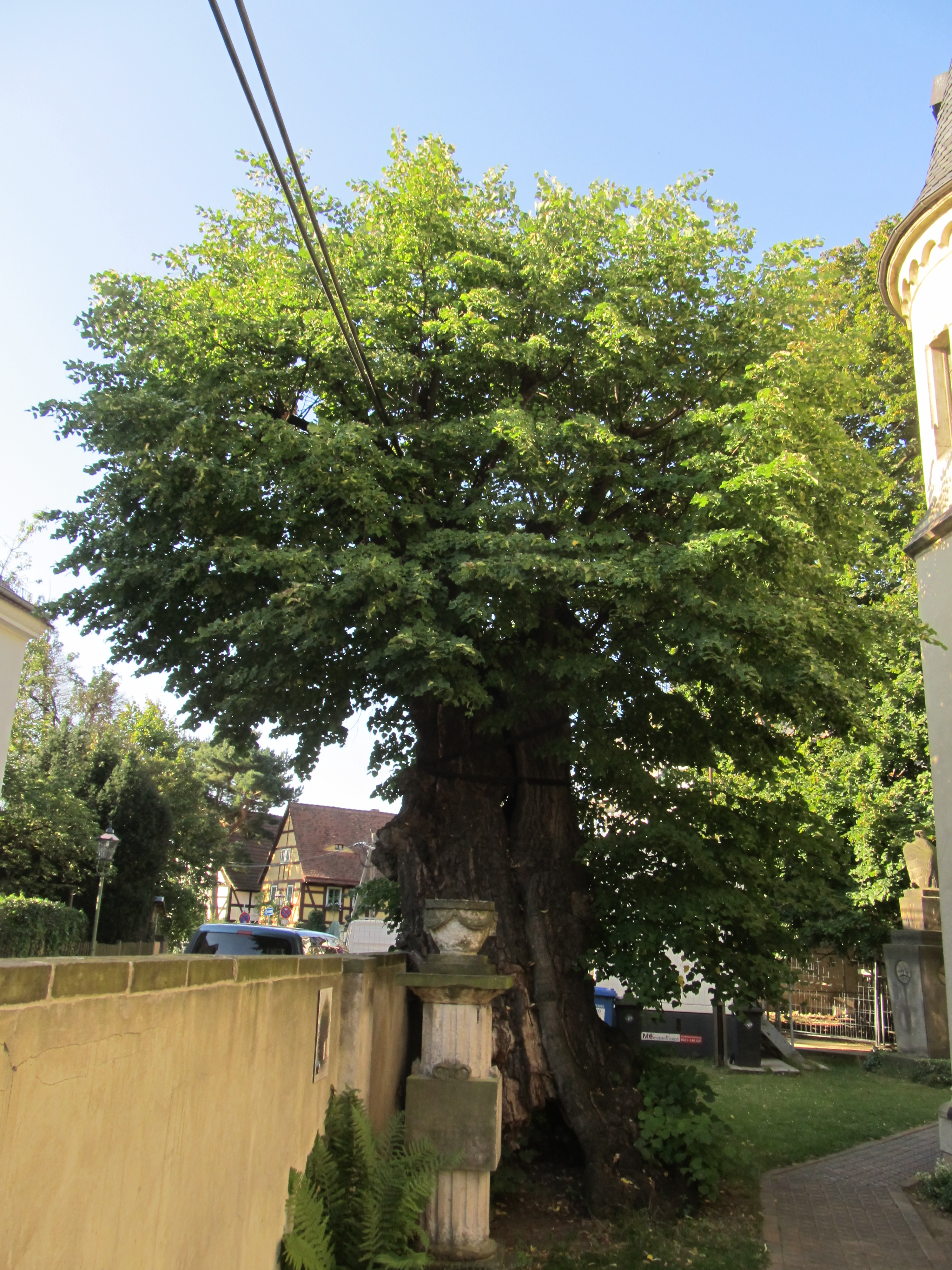
Schulmeisterlinde im Sommer 2017

Die Schulmeisterlinde, auch Schulmeister-Schulze-Linde, ist durch ihre Benennung ein Gedenkbaum in Dresden und zugleich der älteste Baum in der sächsischen Landeshauptstadt, dessen genaues Pflanzdatum sowie der -anlass bekannt sind. Sie befindet sich im Stadtteil Kaditz auf dem Grundstück Altkaditz 27 zwischen dem südlichen Chorturm der Emmauskirche und der Kirchhofsmauer. Etwa 15 Meter südwestlich von ihr steht die deutlich bekanntere und ältere Kaditzer Linde, die als ältester Baum Dresdens gilt. Der Schulmeisterlinde gegenüber, auf der anderen Straßenseite, befand sich die Kaditzer Kirchschule.
Nach baumkunde.de hat diese Sommer-Linde (Tilia platyphyllos) einen Stammumfang von 4,4 Metern (Stand: 2019) und eine Höhe von etwa 8 Metern.

## Geschichte
Anlässlich der zu Ostern 1622 erfolgten Einschulung pflanzte der Schulmeister Paul Schulze am 8. April 1622 diese Linde neben der Kirche von Kaditz. In der Kirchenchronik vermerkte er in einer Einbandnotiz dazu:

„Anno 1622, den 8. Aprilis, ist von mir, Paul Schulze, derzeit Schulmeister zu Kaditz, eine Linde neben der Kirchenmauer gegen der Schule über [gepflanzt worden]. Gott helfe, dass sie wohl wachsen möge.“

Nach etwa 300 Jahren brachten die 1920er Jahre einen Einschnitt für den Baum: Zugunsten einer Verbreiterung der Straße Altkaditz musste die Mauer des Kirchhofs direkt an den Baum gesetzt werden. Ein knappes halbes Jahrhundert später kürzte die Feuerwehr am 8. August 1970 die Krone deutlich ein, da diese infolge einer Stammhöhlung abzubrechen drohte. Das Dresdner Grünflächenamt ließ 1999 abermals einen Rückschnitt durchführen.
Die heißen, trockenen Sommer der ausgehenden 2010er Jahre setzten auch dieser Linde zu.